# Chrysotus denticornis
Chrysotus denticornis är en tvåvingeart som beskrevs av Lamb 1932. Chrysotus denticornis ingår i släktet Chrysotus och familjen styltflugor. Inga underarter finns listade i Catalogue of Life.